# Fort-du-Plasne

 Fort-du-Plasne  es una comuna y población de Francia, en la región de Franco Condado, departamento de Jura, en el distrito de Saint-Claude y cantón de Saint-Laurent-en-Grandvaux.
Su población en el censo de 1999 era de 397 habitantes.
Está integrada en la Communauté de communes La Grandvallière .

## Demografía
| 292 | 302 | 308 | 264 | 314 | 397 |
| Para los censos de 1962 a 1999 la población legal corresponde a la población sin duplicidades (Fuente: INSEE [Consultar]) |     |     |     |     |     |

- Datos: Q288845
- Multimedia: Fort-du-Plasne / Q288845

1. ↑  Worldpostalcodes.org, código postal n.º 39150.
2. ↑  INSEE, Datos de población para el año 2012 de Fort-du-Plasne (en francés).